# No mires a los ojos
No mires a los ojos és una pel·lícula espanyola de thriller del 2022 dirigida per Félix Viscarret i basada en la novel·la Desde la sombra de 2016 de Juan José Millás. És protagonitzada per Paco León i Leonor Watling.

## Sinopsi
Damián acaba de ser acomiadat després de 20 anys treballant en la mateixa empresa. La seva reacció, furiosa i una miqueta violenta, el porta a sortir corrents per escapar del seu cap i amagar-se d'ell en el primer lloc que troba en sortir de l'oficina: un armari carregat en una furgoneta. L'armari amb Damián dins és lliurat a casa de Lucía i Fede, una parella que viu amb la seva filla, María. Aquesta mateixa nit, un impuls inesperat porta a Damián a quedar-se amb la família per convertir-se en una misteriosa presència que observarà i es mourà des de l'ombra.

## Repartiment
- Paco León com Damián
- Leonor Watling com Lucía
- Àlex Brendemühl com Fede
- Susana Abaitua com Paula
- María Romanillos com María
- Juan Diego Botto com Sergio O'Kane
- Marcos Ruiz

## Producció i rodatge
La pel·lícula és una producció de Tornasol Films i Desde la Sombra Árbol AIE, en coproducció amb Entre Chien et Loup (Bèlgica) i amb la participació de RTVE i Movistar+. Universal Pictures distribueix la pel·lícula en Espanya, mentre que Latido Films és la responsable de les vendes internacionals de la pel·lícula.
El rodatge va començar al febrer de 2021 i es va allargar durant sis setmanes en diferents localitzacions de l'àrea metropolitana de Pamplona.

## Estrena
No mires a los ojos es va estrenar com a pel·lícula inaugural de la 67a Setmana Internacional de Cinema de Valladolid (Seminci) el 22 d'octubre de 2022. Està previst que s'estrenarà a les sales el 4 de novembre de 2022 a Espanya. Després de l'estrena de la pel·lícula, l'actor principal Paco León va descriure el seu personatge com a "gairebé gallec" per implicar la naturalesa introvertida del personatge (en una desviació dels papers de comèdia tradicionals de l'actor), i això va provocar controvèrsia. i l'escrutini públic.

## Recepció
Beatriz Martínez d'El Periódico de Catalunya ha valorat la pel·lícula "estranya i arriscada" amb 4 de 5 estrelles, en cas contrari va assenyalar com és una imatge "plena de troballes i girs" en què els espectadors d'alguna manera tots esdevenen voyeurs.
Andrea G. Bermejo de Cinemanía va puntuar la pel·lícula amb 4 de 5 estrelles, cridant l'atenció a Leonor Watling "en el millor paper de la seva carrera".
María Bescós de HobbyConsolas la va puntuar amb 73 punts ("bona"), i va escriure que "és un llargmetratge amb un protagonista molt desagradable, que et posa constantment en situacions incòmodes, fent-te preguntar sobre el motiu de les seves boges situacions" que "aconsegueix oprimir-te i intrigar-te fins que s'acaba".

## Premis
| Any  | Premi                                                    | Categoria           | Nominat                      | Resultat | Ref           |
| ---- | -------------------------------------------------------- | ------------------- | ---------------------------- | -------- | ------------- |
| 2023 | 2ns Premis Carmen                                        | Millor actor        | Paco León                    | Nominat  | [ 12 ] [ 13 ] |
| 2023 | Medalles del Cercle d'Escriptors Cinematogràfics de 2022 | Millor guió adaptat | David Muñoz, Félix Viscarret | Nominat  | [ 14 ]        |
| 2023 | XXXVII Premis Goya                                       | Millor guió adaptat | David Muñoz, Félix Viscarret | Nominat  | [ 15 ]        |